# Nikolai Zimeatov
Nikolai Zimeatov (n. 28 iunie 1955, Moscova, RSFS Rusă, URSS) este un schior de fond ce a reprezentat Rusia, medaliat olimpic. A participat la 2 ediții ale Jocurilor Olimpice (1980, 1984) în care a câștigat o medalie de aur și o medalie de argint.